# Old Brown Shoe
Old Brown Shoe (englisch für: Alter brauner Schuh) ist ein Rocksong der britischen Band The Beatles aus dem Jahr 1969. Er wurde von George Harrison, dem Leadgitarristen der Band, geschrieben und gesungen.

## Hintergrund
George Harrison komponierte Old Brown Shoe auf dem Klavier, das er eigentlich nicht beherrschte. Inhaltlich beschreibt das Lied mit Hilfe der Darstellung verschiedener Gegensätze einer Liebesbeziehung.
Harrison schrieb in seinem Buch I Me Mine: „Ich begann die Akkordfolgen auf dem Klavier, was ich nicht wirklich spielen kann, und fing dann an, Ideen für die Worte aus verschiedenen Gegensätzen zu schreiben... Wieder ist es die Dualität der Dinge – ja nein, oben unten, links rechts, richtig falsch und so weiter.“
Old Brown Shoe wurde einer von acht Beatles-Songs auf Harrisons 1992er Album Live in Japan, das im Jahr zuvor auf der Japantour aufgenommen worden war.

## Aufnahme
George Harrison unternahm mehrere Anläufe, Old Brown Shoe mit den Beatles aufzunehmen. Bereits während der Aufnahmesessions für das Album Let It Be entstanden am 27. Januar 1969 zwei erste Versionen. Bei der ersten Aufnahme begleitete Harrison sich nur auf dem Klavier, auf der zweiten Fassung spielten Paul McCartney, John Lennon, Ringo Starr und George Harrison – begleitet von Billy Preston – gemeinsam. An den beiden darauffolgenden Tagen entstanden rund zehn weitere Versionen. Keine dieser Aufnahmen wurde je veröffentlicht.
Am 25. Februar 1969 nahm Harrison alleine eine Demoversion von Old Brown Shoe auf. Es war sein 26. Geburtstag. Zunächst nahm er Klavier und Gesang auf und fügte anschließend eine Reihe von Gitarren hinzu. Diese Fassung erschien 1996 im Rahmen der Anthology-Reihe auf dem Album Anthology 3.
Erst am 16. April 1969 fanden sich die Beatles in den Londoner Abbey Road Studios zusammen, um eine finale Fassung von Old Brown Shoe aufzunehmen. Erst zwei Tage zuvor hatten Paul McCartney und John Lennon ohne Ringo Starr und George Harrison das Lied The Ballad of John and Yoko für eine Single-Veröffentlichung aufgenommen. Old Brown Shoe sollte nun die B-Seite werden. Ringo Starr fehlte weiterhin bei den Aufnahmen, sodass Paul McCartney erneut das Schlagzeug spielte. Produziert wurde Old Brown Shoe von George Martin und Chris Thomas, denen Jeff Jarratt assistierte. Zunächst nahm Harrison am Morgen eine weitere Demoversion des Liedes auf. 
Am Abend des 16. April 1969 entstanden vier Takes in voller Besetzung. Dieser Aufnahme wurden im Overdub-Verfahren Klavier, Gitarre, Bass und Gesang hinzugefügt. Harrison nahm seinen Gesang in einer Ecke des Studios auf, um seiner Stimme einen intimeren Charakter zu geben. Zwei Tage später fügte Harrison der Aufnahme eine Hammondorgel und ein anderes Gitarrensolo hinzu.
Besetzung:
- John Lennon: Piano, Hintergrundgesang
- Paul McCartney: Bass, Schlagzeug, Hintergrundgesang
- George Harrison: Leadgitarre, Orgel, Gesang

## Veröffentlichungen
- Am 30. Mai 1969 erschien Old Brown Shoe auf der B-Seite der Single The Ballad of John and Yoko. Das Lied ist auf keinem regulären Studioalbum der Beatles enthalten. Stattdessen ist es auf vielen Kompilationsalben der Beatles zu finden, darunter Hey Jude (1970), 1967–1970 (1973) und Past Masters (Vol. Two) (1988).
- Am 25. Oktober 1996 wurde das Kompilationsalbum Anthology 3 veröffentlicht, auf dem sich George Harrisons Demoversion vom 25. Februar 1969 befindet.
- Am 27. September 2019 erschien die 50-jährige Jubiläumsausgabe des Albums Abbey Road (Super Deluxe Box). Auf dieser befindet sich die bisher unveröffentlichte Version Old Brown Shoe (Take 2).
- Am 10. November 2023 wurde das Kompilationsalbum 1967–1970 erneut wiederveröffentlicht. Auf diesem befindet sich Old Brown Shoe in einer von Giles Martin und Sam Okell 2023 neu abgemischten Version.